# Christian Crahay
Pour les articles homonymes, voir Crahay.
Christian Crahay, né le 23 septembre 1949, est un acteur, metteur en scène et professeur belge.

## Biographie
Après un 1er prix d’art dramatique au Conservatoire royal de Liège (professeur René Hainaux), il poursuit sa formation théâtrale avec, notamment, Andréas Voutsinás (Actors Studio), Kristin Linklater (Libération de la voix naturelle), Uta Birnbaum (Berliner Ensemble).
Au théâtre, il travaille en Belgique et en France sous la direction des metteurs en scène Otomar Krejča, Isabelle Pousseur, Martine Wijckaert, Catherine Dasté, Adrian Brine, Michèle Anne De Mey, Marc Liebens, Armand Delcampe, Pierre Laroche, Peter Brook, Benno Besson, Jean-Marie Villégier, Wayn Traub, Jean-Pierre Vincent, Adrian Brine, Selma Alaoui…
Au cinéma, il joue notamment dans Que faisaient les femmes pendant que l'homme marchait sur la Lune ? de Chris Vander Stappen, Lumumba de Raoul Peck, Falsch de Jean-Pierre et Luc Dardenne, Gaston's War de Robbe De Hert, Trouble de Harry Cleven, Nuit et Jour de Chantal Akerman, Babylone de Manu Bonmariage, Le Troisième Œil de Christophe Fraipont…
Metteur en scène, il monte entre autres Le Bruit des rêves de Pascale Tison au festival Enfin seul du Théâtre de l’L, L'Éveil du printemps de Frank Wedekind, Le Journal d'un fou de Nicolas Gogol, Olaf et Albert de Friedrich Heinkel au Théâtre de la Guimbarde, Don Juan à Gnide, opéra-théâtre d'Henri Pousseur au Festival de Flandres.
En 1997, il reçoit le prix Tenue de ville du meilleur comédien (« Molière belge ») pour le rôle de Tom dans Skylight de David Hare, mise en scène de Adrian Brine.
En 2001, il est nommé meilleur second rôle (prix Jean Carmet) pour le film Que faisaient les femmes pendant que l'homme marchait sur la Lune ? de Chris Vander Stappen.
Depuis 1996, il est ponctuellement chargé de cours à l’Institut des arts de diffusion de Bruxelles et depuis 1999, il est maître de conférences à l'École nationale des arts visuels La Cambre en section scénographie.
Il a également participé à de multiples feuilletons, lectures, émissions culturelles diverses à la RTBF, à France Culture, à Radio Canada et à la Radio suisse romande.

## Théâtre
- 1966 : La Moschetta-  Ruzzante - mise en scène Amédée (Tonin)
- 1967 : Les Pélican - Raymond Radiguet - mise en scène Alain-Guy Jacob
- 1968 : Les Mystères de l'amour - Roger Vitrac - mise en scène Daniel Génicot
- 1969 : The Knack - Ann Jelicoe - mise en scène Alain-Guy Jacob - (Tom)
- 1970 : L'Oiseau blanc -  Émile Hesbois - mise en scène Lucien Froidebise
- 1971 : Chiennes de vie -  Christian Crahay et Alain-Guy Jacob
- 1971 : Huis clos - Jean-Paul Sartre - mise en scène Guy Lesire
- 1972 :  La Jolie Demoiselle de l'Occident -Thomas Heywood - mise en scène Alain-Guy Jacob
- 1973 : Devant la porte -  Wolfgang Borchert - mise en scène Guy Lesire (Beckmann)
- 1973 :  Paolo Paoli - Arthur Adamov - mise en scène André Steiger (Marpeaux)
- 1974 : Timon d'Athènes -  William Shakespeare - mise en scène Peter Brook
- 1977 : Baluche l'épouvantail - Catherine Dasté - mise en scène Catherine Dasté
- 1978 : Le Rêve du papillon - Quan An Chin - mise en scène Catherine Dasté et Michel Puig
- 1978 : Visage de sable -  Catherine Dasté - mise en scène Catherine Dasté
- 1979 : Le Cercle de craie caucasien - Bertolt Brecht - mise en scène Benno Besson
- 1980 : Lorenzaccio - Alfred de Musset - mise en scène Otomar Krejca (Sire Maurice)
- 1980 : Les Trois Sœurs - Anton Tchekhov - mise en scène Otomar Krejca (Soliony)
- 1981 : Au Perroquet vert -  Arthur Schnitzler - mise en scène Otomar Krejca (le duc)
- 1982 : Les Démons - Fedor Dostoïevsky - mise en scène Otomar Krejca (Chatov)
- 1983 : Le Mariage de Figaro - Beaumarchais - mise en scène Pierre Laroche (Basile)
- 1983 : Baal - Bertolt Brecht - mise en scène Isabelle Pousseur (Ekart)
- 1984 : Partage de midi - Paul Claudel - mise en scène Armand Delcampe (De Ciz)
- 1986 : Je voulais encore dire quelque chose mais quoi - Isabelle Pousseur - mise en scène Isabelle Pousseur
- 1987 : Le Roi Lear - William Shakespeare - Isabelle Pousseur (Lear)
- 1987 : Maître Puntila et son valet Matti - Bertolt Brecht - mise en scène Michel Dezoteux et Marcel Delval (Matti)
- 1987 : Les Châteaux magnifiques - Eugène O'Neil - mise en scène Roumen Chakarov
- 1988 : La Mouette - Anton Tchekhov - mise en scène Armand Delcampe (Trigorine)
- 1988 : Le Géomètre et le Messager - Franz Kafka - mise en scène Isabelle Pousseur
- 1989 : Le Prince travesti - Marivaux - mise en scène Isabelle Pousseur (le prince)
- 1991 : Le Songe - August Strindberg - mise en scène Isabelle Pousseur
- 1991 : Si l'été revenait - Arthur Adamov - mise en scène Isabelle Pousseur (Victor)
- 1992 : La Rapporteuse - Pascale Tison - mise en scène Pascale Tison (Lui)
- 1993 : Dom Juan - Molière - mise en scène Patrick Guinand (Dom Juan)
- 1994 : Oleanna - David Mamet - mise en scène Adrian Brine (John)
- 1995 : La Chute des âmes - Pascale Tison - mise en scène Pascale Tison (le luthier)
- 1996 : Molly Sweeney - Brian Friel - mise en scène Adrian Brine (Frank)

- 1997 : Skylight - David Hare - mise en scène Adrian Brine (Tom)
- 1997 : Une paix royale - Michèle Fabien - mise en scène Marc Liebens (Eddy Merckx, Paul-Henri Spaak)
- 1997 : Confidence africaine - Roger Martin du Gard -  mise en scène Jean-Claude Berutti (Léandro)
- 1998 : Le Cocu magnifique - Fernand Crommelinck - mise en scène Jean-Claude Berutti (le Bourgmestre)
- 1998 : Le Cercle de craie caucasien - Bertolt Brecht - mise en scène Jean-Claude Berutti (Azdak)
- 1999 : Un jour la nuit - Michèle-Anne De Mey - mise en scène Michèle-Anne De Mey (Danseur)
- 1999 : Dialogues d'exilés - Bertolt Brecht - mise en scène Herbert Rolland (Kalle)
- 2000 : Quai ouest - Bernard-Marie Koltès - mise en scène Isabelle Pousseur (Maurice Koch)
- 2001 : Nocturne écarlate - Veronika Mabardi - mise en scène Xavier Schaffers
- 2002 : Ce qui est en train de se dire - Martine Wijckaert - mise en scène Martine Wijckaert (le père)
- 2002 : Mon lit en zinc - David Hare - mise en scène Adrian Brine (Victor)
- 2003 : Moi, Auguste Rodin - Patrick Roegiers - mise en scène Patrick Roegiers (Rodin)
- 2003 : Requiem pour un espion - Georges Tabori - mise en scène Agathe Alexis
- 2003 : L'Adolescent' - Fedor Dostoievski -mise en scène Pierre Laroche (Versilov)
- 2003 : Les Messagers - Christian Caro - mise en scène Christian Caro
- 2003 : La Part des anges - Christian Caro - mise en scène Christian Caro (le PDG, l'Auteur)
- 2003 : Les Deux Trouvailles de Gallus - Victor Hugo - mise en scène Jean-Marie Villégier (Gallus)
- 2004 : American witch - David Foley - mise en scène Derek Goldby (le pasteur)
- 2004 : Partition - Ira Hauptman - mise en scène Jules-Henri Marchant (Billiginton)
- 2004 : Jean-Baptiste - Wayn Traub - mise en scène Wayn Traub (le conteur)
- 2004 : Idoménée - Campra et
- 2004 : Idomeneo - Mozart - mise en scène Christian Baggen
- 2005 : Les Métamorphoses - Ovide - mise en scène Alessandro Fabrizi
- 2005 : Tout est mouvement - Bertolt Brecht - mise en scène Herbert Rolland
- 2006 : Rêveries de sept eléphants - Bertolt Brecht - mise en scène Herbert Rolland
- 2006 : Moby Dick - Vittorio Gassman - mise en scène Daniel Scahaise (Achab)
- 2006 : Les Affaires de monsieur Jules César - Jean-Marie Piemme -mise en scène Roumen Chakarov
- 2007 : Mariage (en) blanc - Roberto Cavosi - mise en scène Pierre Santini (Filippo Fanti)
- 2007 : Le Médecin malgré lui - Molière - mise en scène Herbert Rolland (Sganarelle)
- 2008 : Le Silence des communistes -Vittorio Foa, Miriam Mafai, Alfredo Reichlin - Jean-Pierre Vincent (Alfredo Reichlin)
- 2008 : Un Faust - Jean Louvet - mise en scène Lorent Wanson (Faust)
- 2009 : Terrorism - Vladimir et Oleg Presniakov - mise en scène Olivier Coyette
- 2009 : Les Anciens - Olivier Coyette - mise en scène Olivier coyette
- 2010 : Bobo va en prison - Christian Baggen - mise en scène Isabelle Gyselinx (Inspecteur Columbo)
- 2010 : Shô - Dietlind Bertelsmann - mise en scène Dietlind Bertelsmann
- 2010 : Cock - Mike Bartlett - mise en scène Adrian Brine (le Père)
- 2010 : Kif-Kif - Pietro Pizzuti - mise en scène Christine Delmotte (le père)
- 2011 : Rue des jonquilles - René Bizac -mise en scène René Bizac (l'Inspecteur)
- 2011 : Pierre et le Loup - Serge Prokofiev - mise en scène Sybille Wilson (le conteur)
- 2011 : L'Opéra du pauvre - Léo Ferré - mise en scène Thierry Pocquet (le Corbeau)
- 2012 : Cyrano de Bergerac - Edmond Rostand - mise en scène Michel Boggen (de Guiche)
- 2013 : Festin, un palimpseste - Alice Lopez et Olivier Coyette - mise en scène Alice Lopez (le père)
- 2013 : L'Amour, la Guerre - Selma Alaoui - mise en scène Selma Alaoui (le Père)
- 2014 : Confidence africaine - Roger Martin du Gard - mise en scène Jean-Claude Berutti (Léandro)
- 2015 : Déséquilibre - Gaëtan d'Agostino - mise en scène Gaëtan d'Agostino (le père)
- 2015 : L'Homme du hasard - Yasmina Reza - mise en scène Bruno Emsens (l'homme)
- 2016 : Moi Pirandello - Luigi Pirandello - mise en scène Jean-Claude Berutti
- 2017 : Hamlet - William Shakespeare - mise en scène Thierry Debroux (Polonius)
- 2018 : Elvire Jouvet 40 - Brigitte Jaques - mise en scène Christian Baggen (Louis Jouvet
- 2019 : Juke-box opera - Paul Pourveur - mise en scène Axel De Booseré

## Filmographie

### Cinéma

#### Longs métrages
- 1987 : Falsch de Jean-Pierre et Luc Dardenne : Gustav
- 1990 : Babylone de Manu Bonmariage : M. d'Alembert
- 1991 : Nuit et Jour de Chantal Akerman : Middle-aged man
- 1993 : Hey Stranger de Peter Woditsch
- 1995 : Black Dju de Paul Crutchen : le commissaire
- 1996 : Gaston's War de Robbe De Hert : le directeur de la banque
- 1999 : Lijmen/Het been de Robbe De Hert : le directeur de l'hôpital
- 1999 : Lumumba de Raoul Peck : l'ambassadeur de Belgique
- 2000 : Petite Misère de Philippe Boon et Laurent Brandenbourger : le commissaire
- 2000 : Que faisaient les femmes pendant que l'homme marchait sur la Lune ? de Chris Vander Stappen : Oscar Kessler
- 2001 : Lisa de Pierre Grimblat : Creystein
- 2002 : Le Troisième Œil de Christophe Fraipont
- 2002 : Petites Misères de Philippe Boon, Laurent Brandenbourger : le commissaire
- 2002 : Une part du ciel de Bénédicte Liénard
- 2003 : Stormy Weather de Sólveig Anspach : le médecin-chef
- 2005 : Trouble de Harry Cleven : le notaire
- 2005 : Une aventure de Xavier Giannoli : le père de Cécile
- 2005 : Giving Voice d'Alessandro Fabrizzi
- 2006 : La Raison du plus faible de Lucas Belvaux : le père de Carole
- 2007 : Combat avec l'ange de Marian Handwerker : le cafetier
- 2009 : Sans rancune ! d'Yves Hanchar : Henri Desaje
- 2010 : Shô de Dietlind Bertelsmann
- 2010 : Hors-la-loi de Rachid Bouchareb : le juge
- 2011 : De leur vivant de Géraldine Doignon : Henri
- 2012 : Rondo d'Olivier van Malderghem : le médecin
- 2013 : La Cavale blanche de Renaud De Putter et Guy Bordin
- 2013 : Les Conquérants de Xabi Molia : Del Sarto
- 2014 : Être : Docteur François
- 2015 : Les hommes d'argile : Le commandant Blanchard
- 2016 : Un homme à la mer de Géraldine Doignon : le père
- 2016 : Les Survivants de Luc Jabon
- 2018 : La Femme la plus assassinée du monde : Dupuis
- 2019 : La Vérité de Kore-Eda Hirokazu : Jacques

#### Courts métrages
- 1971 : Les joues en Feu de Bernard Gheur
- 1988 : Zipo de Christophe Fraipont
- 1988 : Trombone en coulisses de Hubert Touint
- 1994 : Balthazar de Christophe Fraipont
- 2001 : Maintenant d'Ines Rabadan
- 2002 : Ma maman de Yao Lethem
- 2002 : Tu devrais faire du cinéma de Michel Vereecken
- 2005 : Lapin aux cêpes de Jean-Philippe Martin
- 2005 : Les œufs brouillés de Yao Lethem
- 2006 : De l'absence de André Golberg
- 2006 : E Finita la Comedia de Jean-Julien Collette et Olivier Tollet
- 2007 : Juste la lettre T de Ann Sirot et Raphaël Balboni
- 2009 : Tu ne faisais que danser de Thomas Prulière
- 2010 : Cache-cache d'Aurore Roegiers
- 2011 : le syndrome du Cornichon de Géraldine Doignon
- 2014 : Javotte de Sarah Hirtt

### Télévision

#### Séries télévisées
- 1993 : Nestor Burma, saison 2, épisode 5 : Un croque-mort nommé Nestor : Albert Buard, l'associé
- 1997 : Nés parmi les animaux sauvages : le narrateur
- 2001 : Maigret - épisode Maigret et la croqueuse de diamants : le commissaire belge
- 2002 : Joséphine, ange gardien - épisode La vérité en face : le patron du café Alex
- 2009 : À tort ou à raison, (série TV) - épisode L'affaire Leila : Le Procureur

#### Téléfilms
- 1975 : Timon d'Athènes de Peter Brook et Alexandre Tarta
- 1978 : L'histoire commence à 20 heures de Richard Kalisz
- 1980 : Thomas More de Paul Paquay
- 1993 : Rentrée d'enfer de Jacques Bourton
- 1993 : Assédicquement vôtre de Maurice Frydland
- 1993 : Histoire d'Aline de Pierre Joassin : l'oncle
- 1994 : Le Trajet de la foudre de Jacques Bourton : Max
- 1994 : Tempêtes de Gilles Béhat : le Maire
- 1995 : La Muse de Bruxelles de Maurice Frydland
- 1996 : Anne Monceau de Denis Malleval
- 1996 : Les Alsaciens ou les Deux Mathilde de Michel Favart : le notaire
- 1996 : L'Embellie de Charlotte Silvera : Gérard
- 1997 : Salut l'angoisse téléfilm  de Maurice Frydland : Maxime
- 1997 : Mon amour de Pierre Joassin : le chirurgien
- 1998 : Le destin des Steenfort de Jean-Daniel Verhaegen
- 1998 : Il n'y a pas d'amour sans histoires de Jérôme Foulon : le patron du bar
- 1999 : Secrets d'enfants de Paolo Barzman
- 2000 : Enfant de la nuit de Marian Handwerker
- 2001 : La Colère du diable de Chris Vander Stappen : Louis
- 2001 : Grosse bêtise d'Olivier Péray : Bernard Delmas
- 2005 : Le Président Ferrare d'Alain Nahum : le Témoin
- 2006 : La Vie comme elle vient de Edwin Baily : Weinstein
- 2006 : Avec le temps de Marian Handwerker : Maurice Lombart

### Web série
- 2016 : Euh : Maximilen Bachmann